# Ludowy Komisariat Handlu Zagranicznego RFSRR

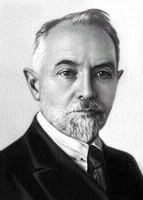
Leonid Krasin

Ludowy Komisariat Handlu Zagranicznego RFSRR (ros. Народный комиссариат внешней торговли РСФСР) – funkcjonująca w Rosji w latach 1920-1923 instytucja będąca odpowiednikiem ministerstwa, zarządzająca państwowym monopolem handlu zagranicznego.
Powstała 11 czerwca 1920 z przekształcenia funkcjonującego w okresie 1917-1920 Ludowego Komisariatu Handlu i Przemysłu RFSRR (Народный комиссариат торговли и промышленности - НКТиП РСФСР); istniała do 6 lipca 1923.

## Ludowi Komisarze Handlu Zagranicznego RFSRR
- Leonid Krasin (czerwiec 1920–6.7.1923)[1].